# Временное правительство Алжирской Республики
Временное правительство Алжирской Республики (араб. الحكومة المؤقتة للجمهورية الجزائرية‎, фр. Gouvernement provisoire de la République algérienne; GPRA, ВПАР) — правительство в изгнании, сформированное Фронтом национального освобождения Алжира (ФНО) во время войны за независимость Алжира.

## Создание
GPRA было создано членами ФНО в Каире, 19 сентября 1958 года, через четыре года после начала войны за независимость. Его первым президентом был умеренный националист Ферхат Аббас, который на протяжении десятилетий настаивал на попытках мирного реформирования французской колониальной администрации, прежде чем окончательно отчаяться и присоединиться к вооруженной борьбе. Он был переизбран на этот пост в 1960 году, но уже в следующем году он был отстранен и заменен на Бенюсефа Бенхедду, который занимал пост президента до того, как Алжир стал независимым.

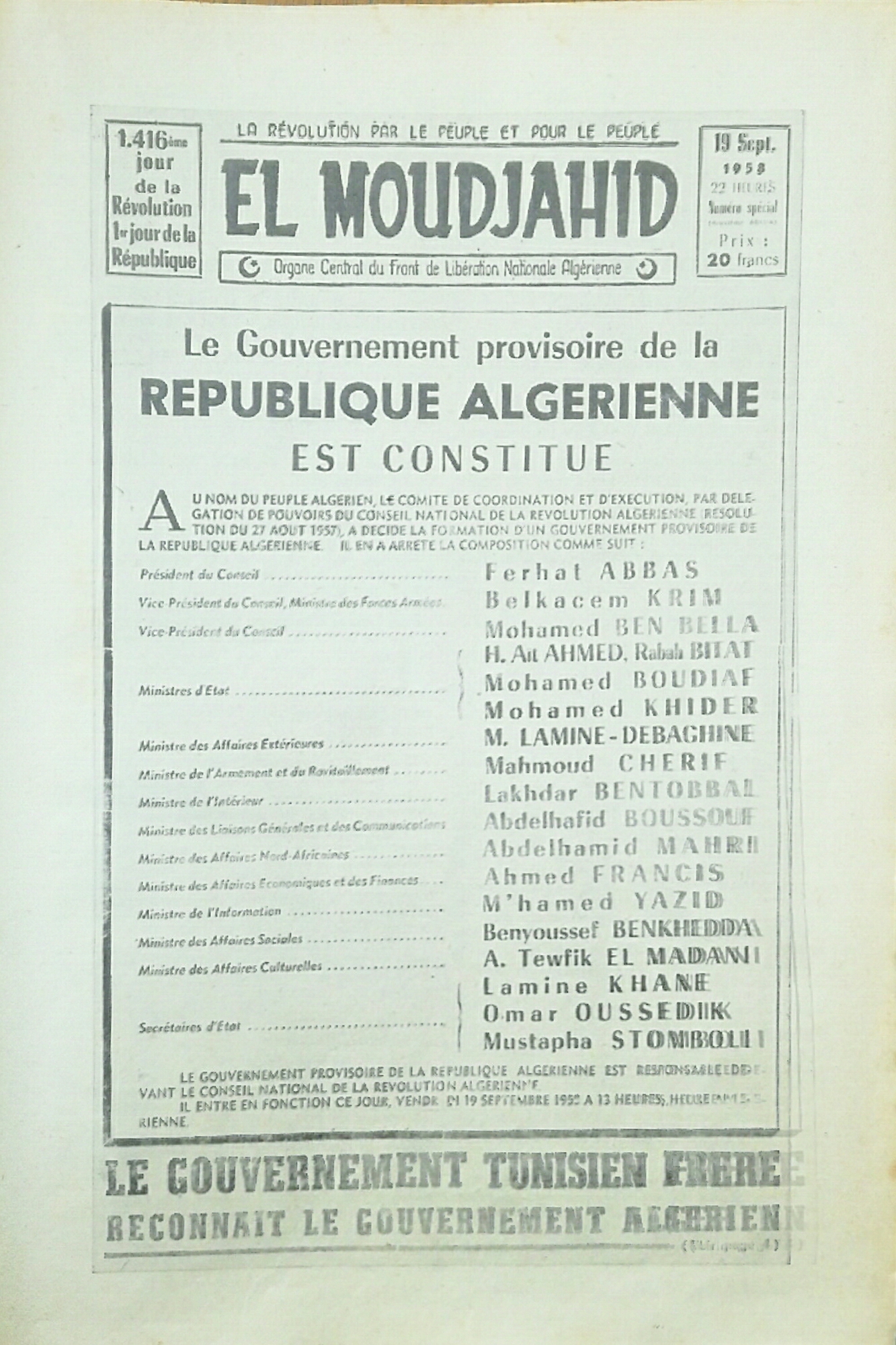
Газета «El Moudjahid», издаваемая ВПАР. Выпуск за 19 сентября 1958 г.

GPRA была создана как официальное дипломатическое и политическое представительство ФНО. Это позволило правительствам других стран официально признать его (среди тех, которые сделали это, были соседние Марокко, Тунис и Египет, а также другие арабские страны и Пакистан). Его штаб-квартира находилась в Тунисе, но дипломаты были размещены в большинстве крупных мировых столиц, чтобы лоббировать его интересы и организовывать местные группы поддержки. Частично это было предназначено для упреждающего дипломатического удара по предложению президента Франции Шарля де Голля провести референдум, на котором предполагалось рассмотреть вопрос предоставления Алжиру статуса автономии в составе Франции.

## После обретения независимости
После войны в рядах ФНО разгорелись распри. Бенхедда недолго удерживал власть в Алжире, но единой власти для всей страны не было. В конце 1962 года GPRA была распущена после того, как Ахмед Бен Белла захватил власть, сформировав конкурирующую организацию (Политбюро ФНО) при поддержке Национально-освободительной армии, контролируемой полковником Хуари Бумедьеном. Попытка руководства GPRA и лояльных партизанских отрядов сопротивляться перевороту, поддерживаемому военными, была подавлена короткой, но интенсивной вспышкой внутренних боев. Компромисс, навязанный Бумедьеном, привел к тому, что большая часть временного правительства вошла в расширенное Политбюро, а сам орган был распущен. После того, как была принята конституция, было создано однопартийное государство под управлением Бен Беллы.
Хотя некоторые исследователи утверждают, что это нарушило институциональную преемственность между GPRA времен войны и нынешним алжирским государством, президент и правительство Алжира до сих пор считаются преемниками GPRA после обретения независимости.

## Список членов
ВПАР реформировалось дважды, в 1960 и 1961 годах, со сменой министров и портфелей, в некоторой степени отражающих смену обстановки внутри ФНО. Ниже приведен список всех трех составов правительства.

### Первый состав (1958–1960 гг.)
- Ферхат Аббас - президент
- Крим Белкасем - вице-президент и министр вооруженных сил
- Ахмед Бен Белла - вице-президент
- Хосин Айт Ахмед - вице-президент
- Рабах Битат - вице-президент
- Мухаммед Будиаф - государственный министр
- Мухаммед Хидер - государственный министр
- Мохамед Ламин Дебагин - министр иностранных дел
- Махмуд Шериф - министр вооружения и снабжения
- Лахдар Бен Тоббал - министр внутренних дел
- Абдельхафид Буссуф - министр общих отношений и коммуникаций
- Абдельхамид Мехри - министр по делам Магриба
- Ахмед Фрэнсис - министр экономики и финансов
- Мхамед Язид - министр информации
- Беньюсеф Бенхедда - министр социальных дел
- Ахмед Тевфик Эль Мадани - министр по делам культуры
- Ламин Хене - Государственный секретарь
- Омар Усседик - Государственный секретарь
- Мустафа Стамбули

### Второй состав (1960–61 гг.)
- Ферхат Аббас - президент
- Крим Белкасем - вице-президент и министр иностранных дел
- Ахмед Бен Белла - вице-президент
- Хосин Айт Ахмед - вице-президент
- Рабах Битат - вице-президент
- Мухаммед Будиаф - государственный министр
- Мохамед Хидер - государственный министр
- Саид Мохаммеди - государственный министр
- Абдельхамид Мехри - министр по социальным и культурным вопросам
- Абдельхафид Буссуф - министр вооружения и общих отношений
- Ахмед Фрэнсис - министр экономики и финансов
- Мухаммед Язид - министр информации
- Лахдар Бен Тоббал - министр внутренних дел

### Третий состав (1961–1962 гг.)
- Бенюсеф Бенхедда - президент, министр экономики и финансов
- Крим Белкасем - вице-президент, министр внутренних дел.
- Ахмед Бен Белла - вице-президент
- Мухаммед Будиаф - вице-президент
- Хосин Айт Ахмед - государственный министр
- Рабах Битат - государственный министр
- Мухаммед Хидер - государственный министр
- Лахдар Бен Тоббал - государственный министр
- Саид Мохаммеди - государственный министр
- Саад Дахлаб - министр иностранных дел
- Абдельхафид Буссуф - министр вооруженных сил и общих отношений
- Мухаммед Язид - министр информации